# Stara Wieś (Wilamowice)

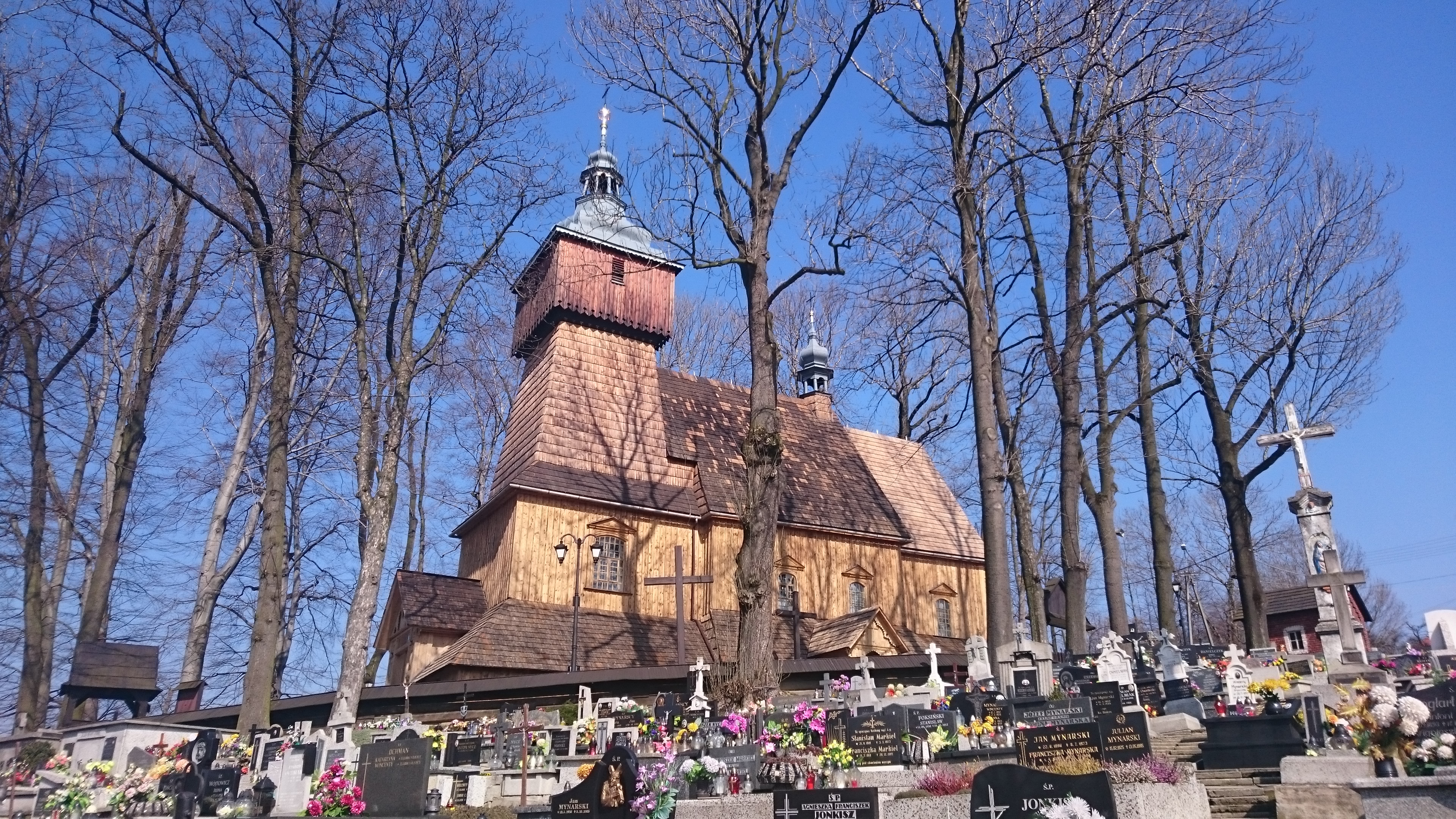
Katholische Kirche

Stara Wieś (deutsch Altdorf; wilmesaurisch Wymysdiüf) ist eine Ortschaft mit einem Schulzenamt der Gemeinde Wilamowice im Powiat Bielski der Woiwodschaft Schlesien in Polen.

## Geographie

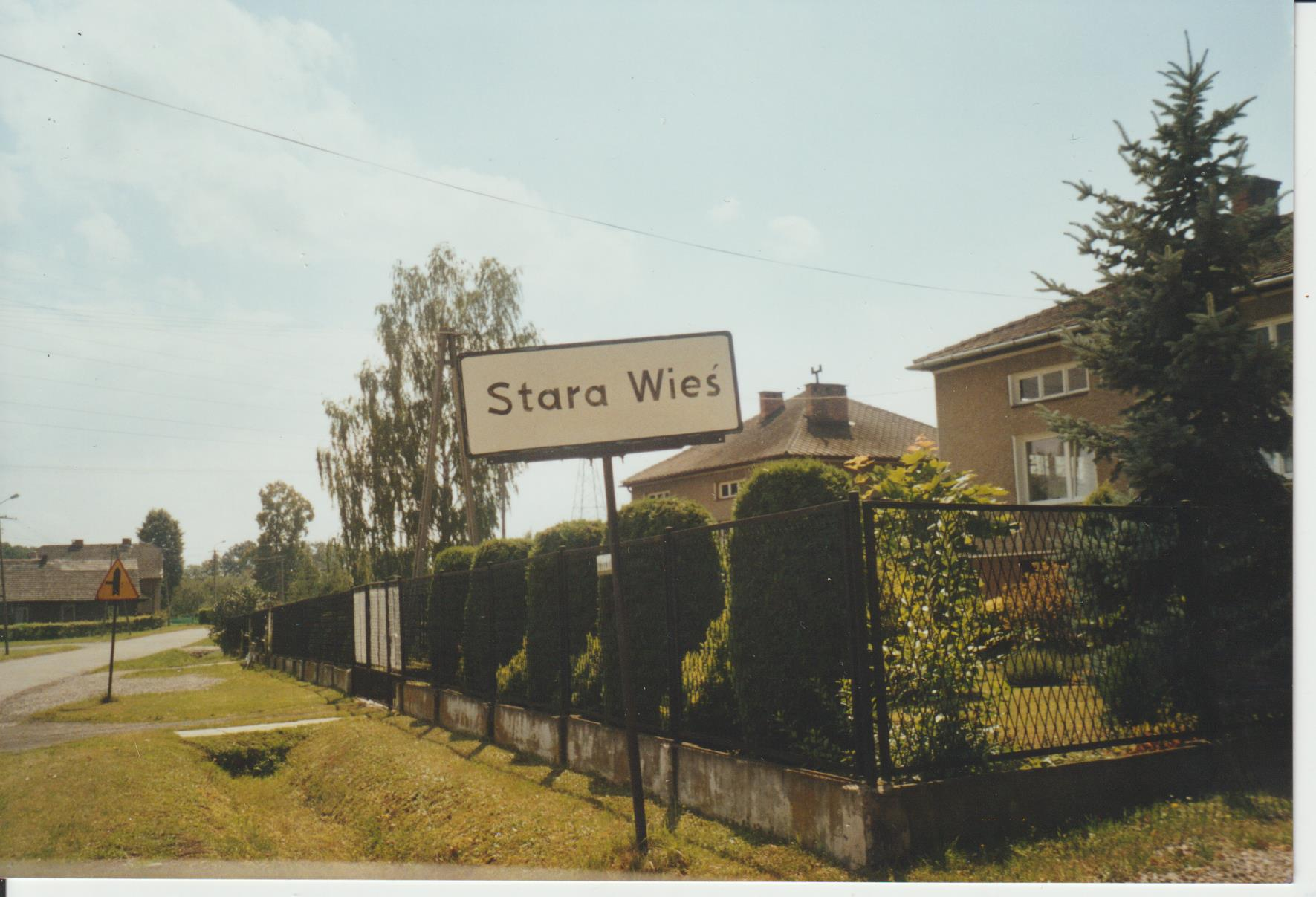
Dorfeingang

Stara Wieś liegt im Auschwitzer Becken (Kotlina Oświęcimska), etwa 10 km nordöstlich von Bielsko-Biała und 35 km südlich von Katowice im Powiat (Kreis) Bielsko-Biała.
Das Dorf hat eine Fläche von 987,6 ha.
Nachbarorte sind Dankowice im Norden, die Stadt Wilamowice im Osten, Pisarzowice im Südosten, Janowice im Südwesten sowie Bestwinka und Bestwina im Westen.

## Geschichte

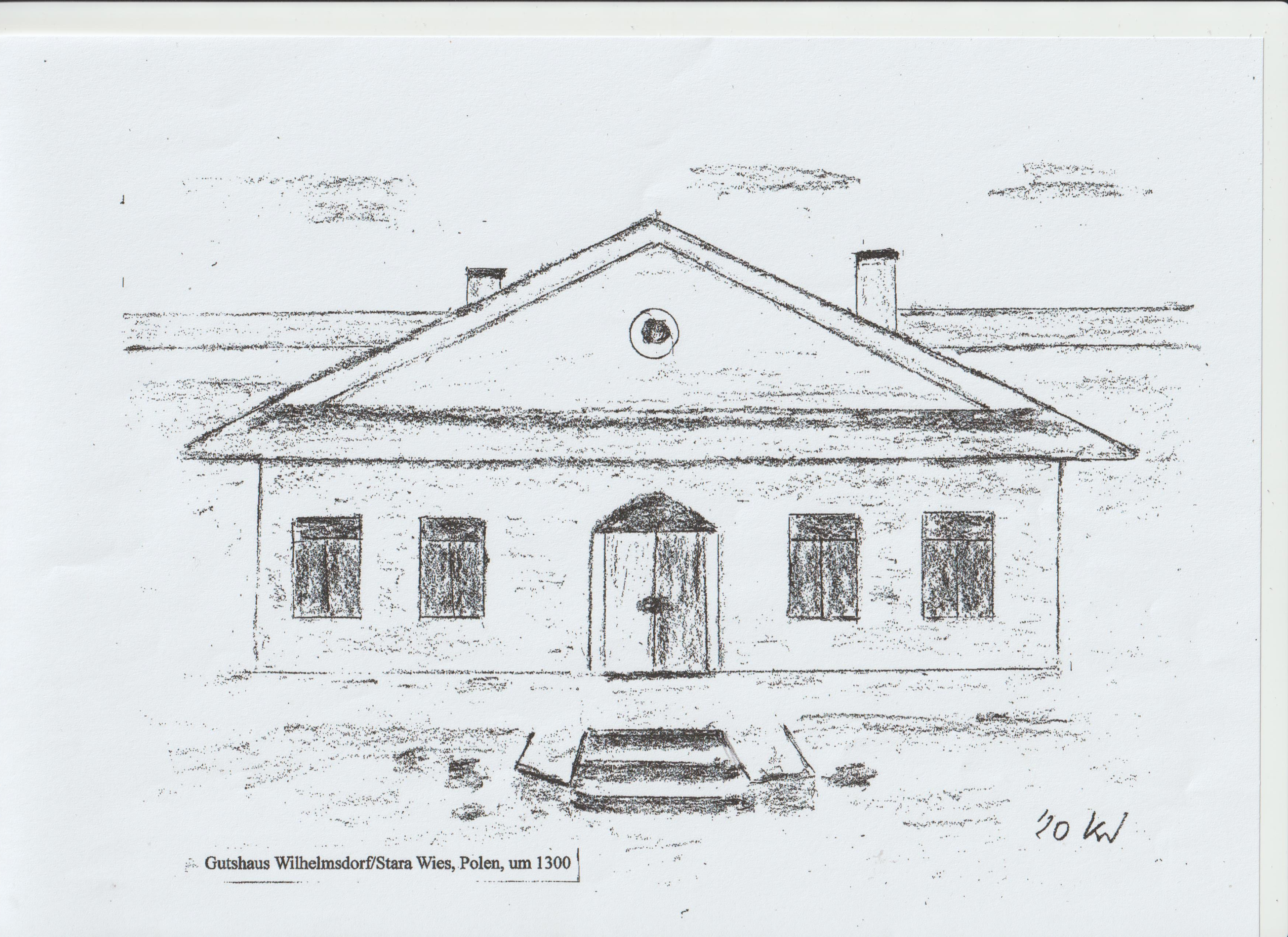
Zeichnung des Gutshauses Stara Wies

Der Ort wurde erstmals urkundlich als Pfarrei Antiquo Willamowicz im Peterspfennigregister des Jahres 1326 im Dekanat Auschwitz des Bistums Krakau erwähnt. Der Ortsname ist als Abgrenzung zu Novovillamowicz (heute die Stadt Wilamowice) zu sehen. Beide Orte waren in der Zeit der Entstehung eng verbunden, obwohl sie später unterschiedlichen ethnischen Charakter hatten.
Die Existenz von zwei Pfarreien deutet auf die frühere Gründung Altdorfs (Antiquo Willamowicz) durch einen gewissen Wil(l)am hin, aber die alte Hypothese einer Gründung kurz nach dem ersten Mongolensturm (1241) wird durch die archäologischen Funde nicht bestätigt. Beide Waldhufendörfer entstanden wahrscheinlich am Ende des 13. und Anfang des 14. Jahrhunderts, nur wurde das etwas jüngere Dorf Wilamowice (1326 Novovillamowicz, später deutsch Wilmesau) ungewöhnlicherweise nicht entlang von Gewässern gegründet, sondern entlang dem Weg von Stara Wieś. Im 14. Jahrhundert hatten beide Orte Namen, die sich auf den gleichen Gründer bezogen und bis 1377 hatten sie den gleichen Besitzer, wurden aber als separate Pfarreien organisiert und später unterschieden sie sich ethnisch. Die vermutliche deutsche Ansiedlung in Stara Wieś (der größte Hinweis dafür war der deutsch klingende Name Henricus (≤ Heinrich) des ersten Priesters in Stara Wieś und die Verbindung mit (Novo) Wilamowice) erwies sich als kurzlebig, verglichen mit der in Wilamowice.
Im Jahr 1454 wurde Stara Wieś erstmals nicht als Antiquo Willamowicz (mit Varianten wie Antiquomillonovicz oder Antiqua Wilamowice) erwähnt, sondern als Antiqua Villa (lat. „altes Dorf“, was der Bedeutung von poln. Stara Wieś und dt. Altdorf, aber nicht dem wilmesaurischen Wymysdiüf=Wilmesdorf entspricht).
Politisch gehörte das Dorf seit 1315 zum Herzogtum Auschwitz, das in der Zeit des polnischen Partikularismus bestand, seit 1327 unter der Lehnsherrschaft des Königreichs Böhmen (vgl. Länder der Böhmischen Krone). Nach dem Jahr 1377 gehörte Stara Wieś einer Nebenlinie der in mehreren Regionen Polens, in Schlesien, Sachsen, Böhmen und Preußen weit verzweigten ritterlichen Familie Biberstein, die nach dem Dorf ihren Nachnamen zu Starowiejscy änderten. An das Horschhorn-Wappen der Bibersteins erinnert das Dorfwappen von Stara Wieś. Im Jahre 1457 wurde das Herzogtum von Polen abgekauft und das Dorf als Stara Wyesz erwähnt. Anschließend wurde das Herzogtum Auschwitz im Jahr 1564 völlig dem Königreich Polen angeschlossen, als Kreis Schlesien der Woiwodschaft Krakau der polnisch-litauischen Adelsrepublik (ab 1569). Um das Jahr 1600 hatte Stara Wieś über 200 Einwohner. 1522 wurde die bis heute bestehende römisch-katholische Kirche von Krzysztof Biberstein-Starowiejski erbaut. In der Zeit der Reformation wurden fast alle benachbarten Orte protestantisch, während Stara Wieś katholisch blieb.
Bei der Ersten Teilung Polens kam Stara Wieś 1772 zum neuen Königreich Galizien und Lodomerien des habsburgischen Kaiserreichs (ab 1804). Das ab 1818 bzw. 1820–1850 vorübergehend aus Galizien ausgegliederte und Österreichisch-Schlesien zugeordnete Herzogtum Auschwitz-Zator war in der Zeit formales Mitglied des Deutschen Bundes, obwohl es vor 1772 Polen und nicht dem Heiligen Römischen Reich unterstanden hatte. 

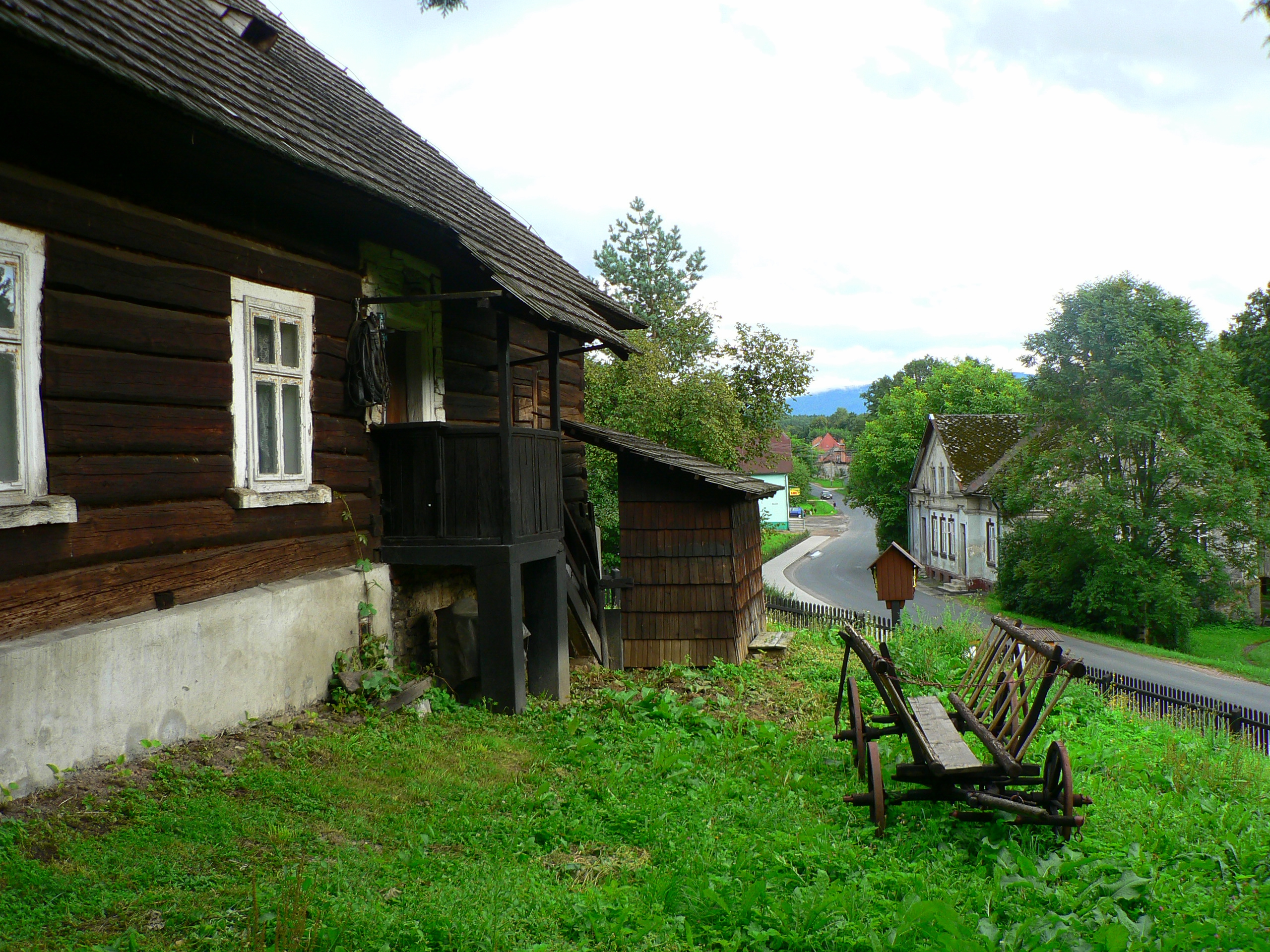
Das Gebäude der ehemaligen Volksschule aus dem 18. Jahrhundert, heute Museum

Im Jahr 1787 wurde die Volksschule in Stara Wieś eröffnet, die auf Polnisch und Deutsch unterrichtete. In der zentralistischen Frühphase des habsburgischen Kaiserreichs 1804–48 und im Neoabsolutismus 1851–59/66 wurde die Deutsche Sprache die einzige Amtssprache, ungeachtet dessen, dass das Dorf im Gegensatz zu Wilamowice schon rein polnischsprachig war. Endgültig wurde diese Politik geändert, als mit der Galizischen Autonomie 1866/73–1918 Polnisch zur dominierenden Amts- und Schulsprache in Galizien wurde. Nach der Aufhebung der Patrimonialherrschaften und der Leibeigenschaft bildete Stara Wieś ab 1850 eine Gemeinde im galizischen Bezirk und Gerichtsbezirk Biała.
1918, nach dem Ende des Ersten Weltkriegs und dem Zusammenbruch der k.u.k. Monarchie, kam Stara Wieś zu Polen. Unterbrochen wurde dies nur durch die Besetzung Polens durch die Wehrmacht im Zweiten Weltkrieg. Es gehörte dann zum Landkreis Bielitz im Regierungsbezirk Kattowitz in der Provinz Schlesien (seit 1941 Provinz Oberschlesien).
Von 1975 bis 1998 gehörte Stara Wieś zur Woiwodschaft Bielsko-Biała.

## Personen (Auswahl)
- Kazimierz Nycz (* 1950), römisch-katholischer Bischof